# SN 2003H
SN 2003H é uma supernova localizada em NGC 2207/IC 2163.